# Vieux Rhin
Le Vieux Rhin (en néerlandais, Oude Rijn) est un fleuve néerlandais des provinces d'Utrecht et de la Hollande-Méridionale. Le fleuve est un reste de l'ancien cours principal du Rhin. Cet ancien cours commence près de Wijk bij Duurstede sous le nom de Kromme Rijn (branche du Rhin inférieur), à partir d'Utrecht son nom est Rhin de Leyde, pour devenir Vieux Rhin à partir de Harmelen. À Katwijk, le Vieux Rhin se jette dans la mer du Nord.
Sur la plus grande partie de son parcours, le fleuve est (ou était) doublé d'un chemin de halage. Le Vieux Rhin a une longueur de 52 km.

## Cours

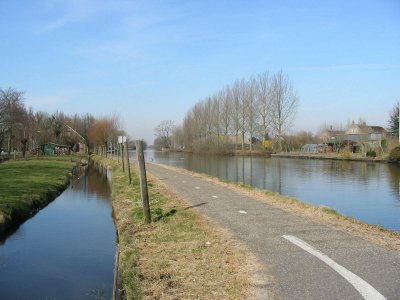
Chemin de halage (aujourd'hui piste cyclable) le long du Vieux Rhin à Nieuwerbrug.

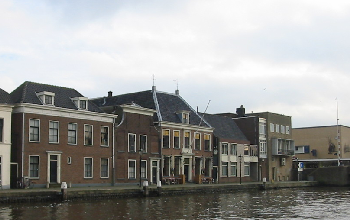
Le Vieux Rhin traverse Alphen-sur-le-Rhin.

### De Harmelen à Leyde
Le Vieux Rhin commence au pont de chemin de fer de Harmelen. Ensuite, le fleuve coule vers l'ouest et traverse Woerden, où le Vieux Rhin fait partie du vieux canal d'enceinte de la ville. C'est ici que le Korte Linschoten se détache du Vieux Rhin, vers le sud. Là où le Vieux Rhin sort de Woerden, le Grecht se détache vers le nord. Le fleuve continue son cours vers l'ouest, par Nieuwerbrug, Bodegraven, Zwammerdam, Alphen-sur-le-Rhin, Koudekerk aan den Rijn, Hazerswoude-Rijndijk, Zoeterwoude-Rijndijk et Leiderdorp jusqu'à Leyde.
- À Nieuwerbrug, la Dubbele Wiericke forme une liaison avec l'IJssel hollandais.
- À Zwammerdam, il reçoit la Meije.
- À Alphen, il reçoit le Canal de l'Aar et l'Aar (rive droite) ainsi que la Gouwe (rive gauche). La Heimanswetering et la Woudwetering permettent de rejoindre le lac de Braassemermeer. Au lieu-dit de Gnephoek, la branche de Luttike Rijn se détache du Vieux Rhin.
- À Koudekerk aan den Rijn, le Luttike Rijn rejoint le Vieux Rhin.
- À Zoeterwoude, il reçoit le Weipoortse Vliet.
- À Leiderdorp, il reçoit le Does.

### La traversée de Leyde
En arrivant à Leyde, le Nouveau Rhin se détache du Vieux Rhin. C'est ici que commencent le Canal du Rhin à la Schie (vers le sud) et le Zijl (vers le nord). Les Vieux et Nouveau Rhin font partie du système des canaux de la ville de Leyde. Ils se rejoignent dans le centre de Leyde, près du Burcht, l'ancien château fort, situé sur une petite motte castrale. À partir de ce point, le fleuve est également appelé Rhin tout court. Avant de sortir de Leyde, le Vieux Rhin reçoit le Korte Vliet.

### De Leyde à la mer
Ensuite, le Vieux Rhin passe à Rijnsburg et Katwijk. Le Canal d'Oegstgeest s'y jette dans le Rhin, qui, stricto sensu, devient un canal. Sous le nom d'Uitwateringkanaal, les eaux du Rhin arrivent à la Mer du Nord, à Katwijk aan Zee.

## Le Vieux Rhin à l'époque romaine
Ce cours du Rhin a formé pendant longtemps le limes septentrional de l'Empire romain. Le long du fleuve (beaucoup plus large et mouvementé que de nos jours), les Romains avaient établi grand nombre de castella. On y a également retrouvé quelques navires romains. Parmi les castella importantes, on peut citer :
- Laurum, maintenant Woerden ;
- Nigrum Pullum, maintenant Zwammerdam ;
- Albaniana, maintenant Alphen-sur-le-Rhin ;
- Matilo, maintenant Leiderdorp ;
- Praetorium Agrippinae, maintenant Valkenburg ;
- Lugdunum Batavorum, maintenant Katwijk ou anciennement identifié à Leyde.

## Modifications ultérieures
Les inondations et débordements du fleuve étant nombreux, surtout à Utrecht et à Leyde, on décida en 1122 de barrer cette partie du Rhin, à partir de Wijk bij Duurstede. Le Lek, branche inférieure se détachant du cours principal à cet endroit, devenait le cours principal du fleuve.
Après le Raz-de-marée de la Saint-Thomas en 1163 un barrage s'est formé à Katwijk, le fleuve ne pouvait plus évacuer ses eaux vers la mer du Nord. Sur les ordres de Florent III et sans consultation, le vieux Rhin a alors été endigué à Zwammerdam en 1165, mais à partir de ce moment, Utrecht dut également faire face à des inondations, ce qui entraîna une guerre de courte durée entre Utrecht et la Hollande, ceci a dû être arbitré par l'empereur Frédéric et vers 1200, un nouveau drainage a été creusé via le Haarlemmermeer plus au nord et le problème a ainsi été résolu.

## Source
- (nl) Cet article est partiellement ou en totalité issu de l’article de Wikipédia en néerlandais intitulé « Oude Rijn (Harmelen-Noordzee) » (voir la liste des auteurs).